# Rabbit Hole (Film)
Rabbit Hole ist ein US-amerikanisches Filmdrama des Regisseurs John Cameron Mitchell aus dem Jahr 2010.
Der Film basiert auf dem gleichnamigen Theaterstück aus dem Jahr 2005. Autor David Lindsay-Abaire adaptierte das Stück für den Film und schrieb das Drehbuch.

## Handlung
Becca und Howie Corbett sind ein glückliches Ehepaar, bis ihr Sohn Danny von einem Auto getötet wird. Die Hausfrau Becca versucht, einen neuen Sinn für ihr Leben zu finden, dies wird erschwert durch ihre Familienmitglieder und Freunde, die es eigentlich nur gut mit ihr meinen. Trost und Ablenkung findet sie bei dem jungen Comicautor Jason, der zufällig der Mann ist, der das Auto fuhr, das ihren Sohn tötete. Ihr Mann Howie steckt hingegen in der Vergangenheit fest und sucht bei Außenstehenden die Zuflucht, die Becca ihm nicht mehr geben kann. Die beiden treiben nur noch dahin und fällen einige gefährliche Entscheidungen.

## Produktion
Rabbit Hole wurde hauptsächlich in Douglaston in Queens, New York City gedreht. Die Drehzeit betrug 28 Tage.

## Premiere
Vorgestellt wurde Rabbit Hole am 13. September 2010 auf dem Toronto International Film Festival. Am 17. Dezember 2010 kam der Film in die ersten amerikanischen Kinos. Landesweiter Filmstart war der 14. Januar 2011.

## Auszeichnungen
Nicole Kidman wurde bei der Oscarverleihung 2011 für einen Oscar in der Kategorie Beste Hauptdarstellerin nominiert. Weitere Nominierungen gab es für Kidman bei den Golden Globe Awards 2011, den Online Film Critics Society Awards, den Satellite Awards, den Screen Actors Guild Awards, den Sierra Awards, den Central Ohio Film Critics Association Awards, den Washington DC Area Film Critics Association Awards und den Independent Spirit Awards.
Bei letzterem wurden neben Kidman auch John Cameron Mitchell als bester Regisseur, Aaron Eckhart als bester männlicher Hauptdarsteller und David Lindsay-Abaire für das beste Drehbuch nominiert.
Lindsay-Abaire erhielt des Weiteren eine Nominierung für das beste adaptierte Drehbuch bei den Chicago Film Critics Association Awards, dazu kamen Nominierungen für Dianne Wiest als beste Nebendarstellerin bei den Satellite Awards und Aaron Eckhart als bester Schauspieler bei den San Diego Film Critics Society Awards.